# Suzy (Aisne)
Suzy is een plaats en voormalige gemeente in het Franse departement Aisne in de regio Hauts-de-France en telt 270 inwoners (1999). De plaats maakt deel uit van het arrondissement Laon.
De gemeente fuseerde op 1 januari 2019 met Cessières tot de commune nouvelle Cessières-Suzy.

## Geografie
De oppervlakte van Suzy bedraagt 9,7 km², de bevolkingsdichtheid is 27,8 inwoners per km².
De onderstaande kaart toont de ligging van Suzy (Aisne) met de belangrijkste infrastructuur en aangrenzende gemeenten.

## Demografie
Onderstaande figuur toont het verloop van het inwonertal (bron: INSEE-tellingen).
Vanwege een beveiligingsprobleem met de MediaWiki Graph-software is het momenteel niet mogelijk deze grafiek weer te geven. Zodra de software is bijgewerkt zal de grafiek vanzelf weer zichtbaar worden.